# Wang Shu
Acesta este un nume chinezesc; numele de familie este Wang.
Wang Shu (în original, 王澍}}, n. 4 noiembrie 1963  este un arhitect chinez din Hangzhou, provincia Zhejiang și decanul școlii de arhitectură a Academiei de Arte a Chinei.
În 2012, Wang a devenit primul cetățean al Chinei care a căștigat Pritzker Prize, cel mai prestigios premiu al arhitecturii din lume. 

## Carieră profesională

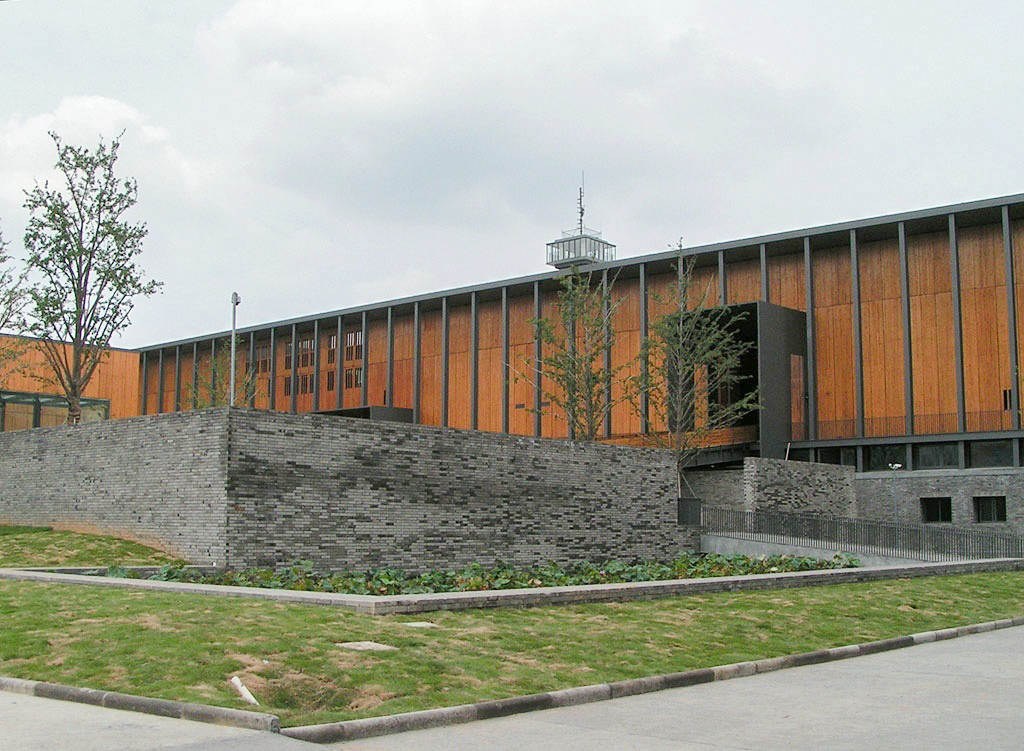
Muzeul de Artă Ningbo (2005)

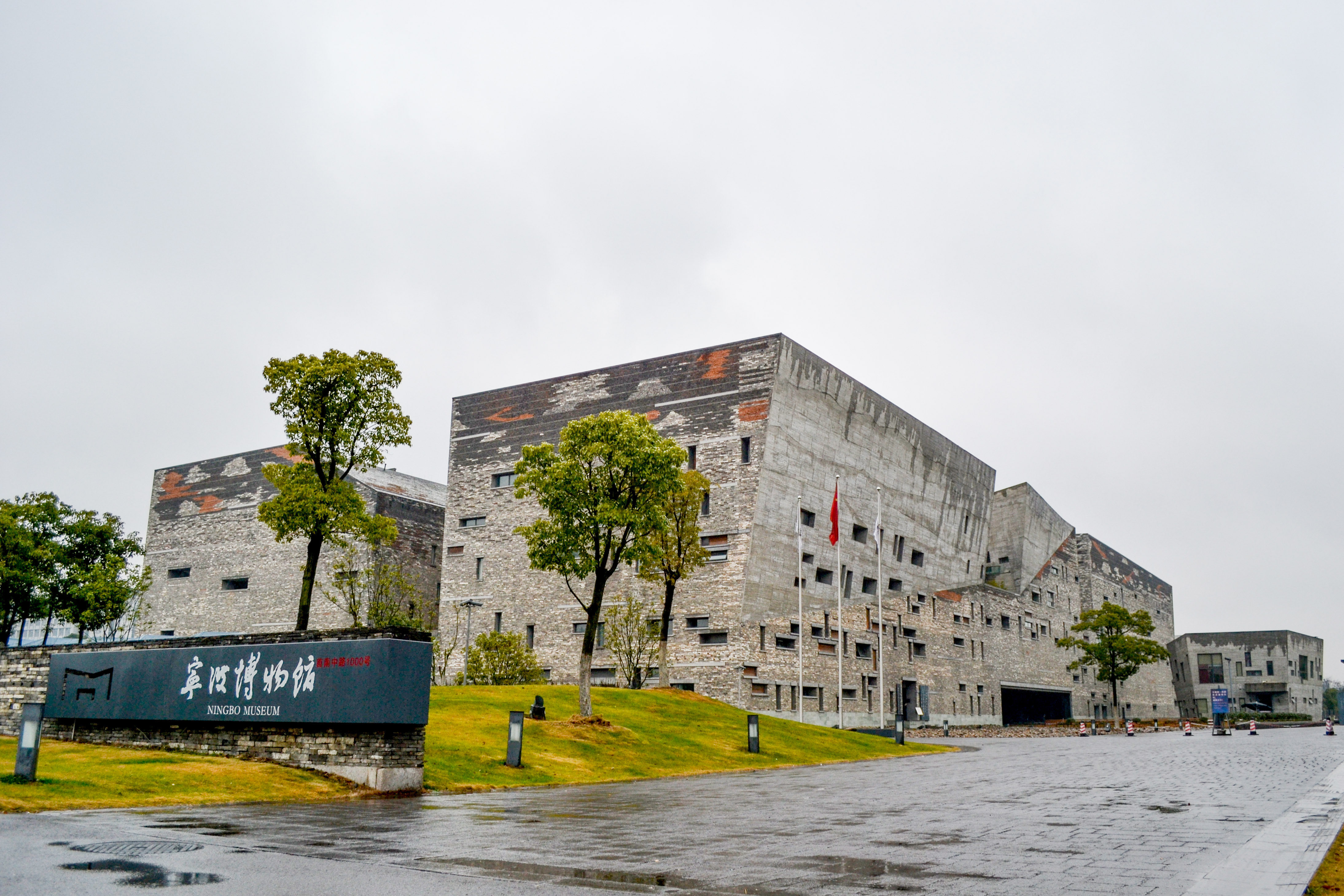
Muzeul Ningbo (2008)

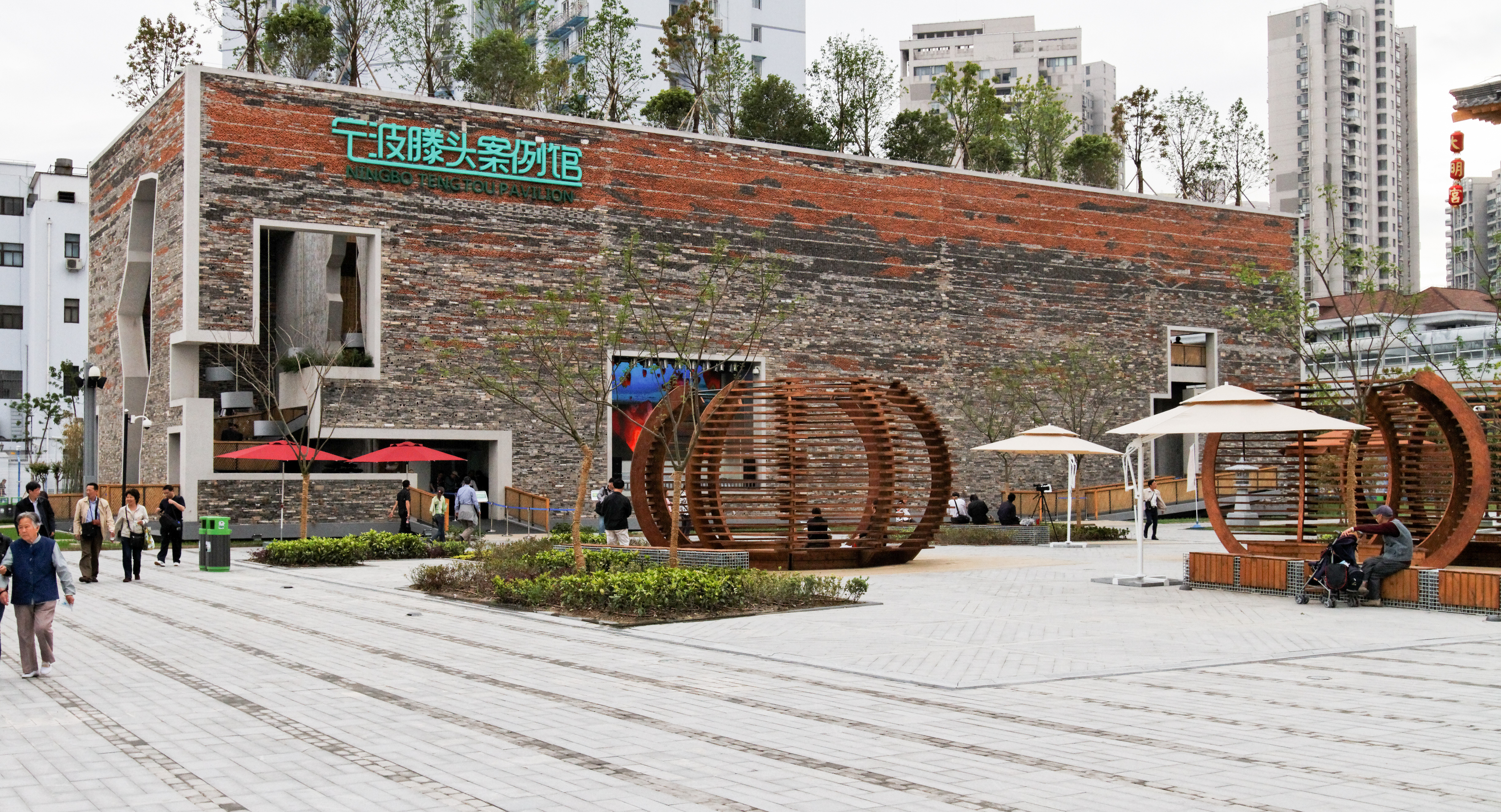
Ningbo Tengtou Pavilion, Shanghai Expo (2010)

## Opere majore
Lucrări remarcabile ale arhitectului cuprind și următoarele 
Completate
- Centrul Tineretului, 1990, Haining
- Biblioteca Colegiului Wenzheng Universitatea Soochow (1999 – 2000), Suzhou
- Muzeul de Artă Ningbo (2001 – 2005)
- Campusul Xiangshan, Academia de Artă a Chinei, Phases I & II (2002 – 2007), Hangzhou
- Vertical Courtyard Apartments (2002 – 2007), Hangzhou
- Casa Sanhe (2003), Nanjing
- Clădirea Teaching Building of the Music and Dance Department (2003 – 2005), Dongguan
- Ceramic House (2003 – 2006), Jinhua
- Five Scattered Houses (2003 – 2006), Ningbo
- Muzeul Ningbo (2003 – 2008)
- Grădina de faianță, Bienala de arhitectură Veneția, 2006, Italia
- Proiectul de conservare al străzii Zhongshan (2007 – 2009), Hangzhou
- Sala de expoziție de pe starada imperială a Dinastiei Song de Sud, 2009, Hangzhou
- Pavilionul Ningbo Tengtou, Shanghai Expo, 2010

Proiecte aflate în faza de construcție sau în faza de design
- Centrele artistice ale Culturii Heyun, 2009, Kunming
- Centrul Cultural al orașului Jinhua, 2010, Jinhua
- Shi Li Hong Zhuang Muzeul tradițional al zestrei, 2010, Ninghai
- Muzeul de artă contemporană, 2010, Zhoushan
- Biblioteca Institutului Buddhist, 2011, Hangzhou